# 尼氏紅眼魚
尼氏紅眼魚（学名：Scardinius knezevici）为輻鰭魚綱鯉形目雅羅魚科的一個種，分布於歐洲北馬其頓和阿爾巴尼亞的奧赫里德湖及蒙特內哥羅和阿爾巴尼亞的斯卡達爾湖流域，本魚背部在頸背後面隆起，下顎在眼前緣前方的關節，從側面看時，眼睛不靠近頭部背面輪廓，體銀色，所有的鰭都是灰色，體長可達到29.5公分，棲息在湖岸沼澤地區或洪氾區，繁殖期在4至5月，生活習性不明。

## 扩展阅读
維基物種上的相關：尼氏紅眼魚
1. ↑  Freyhof, J. . The IUCN Red List of Threatened Species. 2011, 2011: e.T195062A8940523  [18 November 2021]. doi:10.2305/IUCN.UK.2011-1.RLTS.T195062A8940523.en .